# Guiné-Bissau nos Jogos Olímpicos de Verão de 2016
A Guiné-Bissau é uma das nações participantes nos Jogos Olímpicos de 2016 no Rio de Janeiro (Brasil, entre 5 e 21 de Agosto, naquela que é a sua sexta presença consecutiva em Olimpíadas.

## Atletismo
A Guiné-Bissau recebeu duas vagas da IAAF ao abrigo da Universalidade, enviando assim um masculino e uma feminina aos Jogos.
Legenda
- Nota – As classificações das provas de pista são apenas dentro da manga em que o atleta competiu
- Q = Qualificado para a ronda seguinte
- q = Qualificado em repescagens ou, noas provas de pista, através da posição sem alcançar a marca para a qualificação
- RN = Recorde nacional
- N/A = Ronda não existente nessa prova
- Ise = Atleta isento de competir nessa ronda

Masculino
Pista e estrada
| Atleta          | Prova | Manga | Manga          | Quartos-de-final | Quartos-de-final | Semi-final | Semi-final     | Final | Final          |
| Atleta          | Prova | Tempo | Classififcação | Tempo            | Classififcação   | Tempo      | Classififcação | Tempo | Classififcação |
| --------------- | ----- | ----- | -------------- | ---------------- | ---------------- | ---------- | -------------- | ----- | -------------- |
| Holder da Silva | 100 m |       |                |                  |                  |            |                |       |                |

Feminino
Campo
| Atleta          | Prova    | Qualificação | Qualificação | Final     | Final   |
| Atleta          | Prova    | Distância    | Posição      | Distância | Posição |
| --------------- | -------- | ------------ | ------------ | --------- | ------- |
| Jéssica Inchude | Shot put |              |              |           |         |

## Judo
A Guiné-Bissau conseguiu qualificar uma atleta para a categoria peso extra-leve feminino (48 kg), marcando a estreia do país no judo Olímpico. Taciana Lima conseguiu qualificar-se directamente ao ficar entre as 14 judocas elegíveis na Lista do Ranking Mundial da IJF em 30 de Maio de 2016.
| Athlete      | Event           | 16avos-de-final      | 8avos-de-final                    | Quartos-de-final     | Meias-finais         | Repescagem           | Final / BM           | Final / BM    |
| Athlete      | Event           | Adversário Resultado | Adversário Resultado              | Adversário Resultado | Adversário Resultado | Adversário Resultado | Adversário Resultado | Rank          |
| ------------ | --------------- | -------------------- | --------------------------------- | -------------------- | -------------------- | -------------------- | -------------------- | ------------- |
| Taciana Lima | −48 kg feminino | Ise                  | KAZ Galbadrakh D por falso ataque | Não se apurou        | Não se apurou        | Não se apurou        | Não se apurou        | Não se apurou |

## Lutas
Um atleta masculino da Guiné-Bissau conseguiu a qualificação para a luta livre até 74 kg, depois de ganhar no Torneio de Qualificação de África e da Oceânia.
No dia 11 de Maio de 2016, a Federação Internacional de Lutas Associadas deu mais uma vaga Olímpica à Guiné-Bissau na competição masculina de luta livre até 97 kg, na sequência da violação das regras anti-doping de um lutador egípcio no Torneio de Qualificação Africano.
Legenda:
- VT - Vitória por Fall
- PP - Decisão por pontos - perdedor com pontos técnicos
- PO - Decisão por pontos - perdedor sem pontos técnicos.

Livre masculino
| Atleta            | Prova            | Qualificação         | 8avos-de-final       | Quartos-de-final     | Semi-final           | Repescagem 1         | Repescagem 2         | Final / BM           | Final / BM |
| Atleta            | Prova            | Adversário Resultado | Adversário Resultado | Adversário Resultado | Adversário Resultado | Adversário Resultado | Adversário Resultado | Adversário Resultado | Rank       |
| ----------------- | ---------------- | -------------------- | -------------------- | -------------------- | -------------------- | -------------------- | -------------------- | -------------------- | ---------- |
| Augusto Midana    | −74 kg masculino |                      |                      |                      |                      |                      |                      |                      |            |
| Bedopassa Buassat | –97 kg masculino |                      |                      |                      |                      |                      |                      |                      |            |